# Golden Globe Awards 1986
Die 43. Verleihung der Golden Globe Awards fand am 24. Januar 1986 statt.

## Gewinner und Nominierte im Bereich Film

### Bester Film – Drama
Jenseits von Afrika (Out of Africa) – Regie: Sydney Pollack
- Der einzige Zeuge (Witness) – Regie: Peter Weir
- Die Farbe Lila (The Color Purple) – Regie: Steven Spielberg
- Kuß der Spinnenfrau (Kiss of the Spider Woman) – Regie: Héctor Babenco
- Runaway Train – Regie: Andrej Knochalovsky

### Bester Film – Musical/Komödie
Die Ehre der Prizzis (Prizzi’s Honor) – Regie: John Huston
- A Chorus Line – Regie: Richard Attenborough
- Cocoon – Regie: Ron Howard
- The Purple Rose of Cairo – Regie: Woody Allen
- Zurück in die Zukunft (Back to the Future) – Regie: Robert Zemeckis

### Beste Regie
John Huston – Die Ehre der Prizzis (Prizzi’s Honor)
- Richard Attenborough – A Chorus Line
- Sydney Pollack – Jenseits von Afrika (Out of Africa)
- Steven Spielberg – Die Farbe Lila (The Color Purple)
- Peter Weir – Der einzige Zeuge (Witness)

### Bester Hauptdarsteller – Drama
Jon Voight – Runaway Train
- Harrison Ford – Der einzige Zeuge (Witness)
- Gene Hackman – Zweimal im Leben (Twice in a Lifetime)
- William Hurt – Kuß der Spinnenfrau (Kiss of the Spider Woman)
- Raúl Juliá – Kuß der Spinnenfrau (Kiss of the Spider Woman)

### Beste Hauptdarstellerin – Drama
Whoopi Goldberg – Die Farbe Lila (The Color Purple)
- Anne Bancroft – Agnes – Engel im Feuer (Agnes of God)
- Cher – Die Maske (Mask)
- Geraldine Page – A Trip to Bountiful – Reise ins Glück (The Trip to Bountiful)
- Meryl Streep – Jenseits von Afrika (Out of Africa)

### Bester Hauptdarsteller – Musical/Komödie
Jack Nicholson – Die Ehre der Prizzis (Prizzi’s Honor)
- Jeff Daniels – The Purple Rose of Cairo
- Griffin Dunne – Die Zeit nach Mitternacht (After Hours)
- Michael J. Fox – Zurück in die Zukunft (Back to the Future)
- James Garner – Die zweite Wahl – Eine Romanze (Murphy’s Romance)

### Beste Hauptdarstellerin – Musical/Komödie
Kathleen Turner – Die Ehre der Prizzis (Prizzi’s Honor)
- Rosanna Arquette – Susan… verzweifelt gesucht (Desperately Seeking Susan)
- Glenn Close – Maxie
- Mia Farrow – The Purple Rose of Cairo
- Sally Field – Die zweite Wahl – Eine Romanze (Murphy’s Romance)

### Bester Nebendarsteller
Klaus Maria Brandauer – Jenseits von Afrika (Out of Africa)
- Joel Grey – Remo – unbewaffnet und gefährlich (Remo Williams: The Adventure Begins)
- John Lone – Im Jahr des Drachen (Year of the Dragon)
- Eric Roberts – Runaway Train
- Eric Stoltz – Die Maske (Mask)

### Beste Nebendarstellerin
Meg Tilly – Agnes – Engel im Feuer (Agnes of God)
- Sônia Braga – Kuß der Spinnenfrau (Kiss of the Spider Woman)
- Anjelica Huston – Die Ehre der Prizzis (Prizzi’s Honor)
- Amy Madigan – Zweimal im Leben (Twice in a Lifetime)
- Kelly McGillis – Der einzige Zeuge (Witness)
- Oprah Winfrey – Die Farbe Lila (The Color Purple)

### Bestes Drehbuch
Woody Allen – The Purple Rose of Cairo
- Richard Condon, Janet Roach – Die Ehre der Prizzis (Prizzi’s Honor)
- Bob Gale, Robert Zemeckis – Zurück in die Zukunft (Back to the Future)
- William Kelley, Earl W. Wallace – Der einzige Zeuge (Witness)
- Karl Luedtke – Jenseits von Afrika (Out of Africa)

### Beste Filmmusik
John Barry – Jenseits von Afrika (Out of Africa)
- Michel Colombier – White Nights – Die Nacht der Entscheidung (White Nights)
- Maurice Jarre – Der einzige Zeuge (Witness)
- Quincy Jones – Die Farbe Lila (The Color Purple)
- David Mansfield – Im Jahr des Drachen (Year of the Dragon)

### Bester Filmsong
„Say You, Say Me“ aus White Nights – Die Nacht der Entscheidung (White Nights) – Lionel Richie
- „A View to a Kill“ aus James Bond 007 – Im Angesicht des Todes (A View to Kill) – John Barry, Duran Duran
- „Rhythm of the Night“ aus Der Tanz des Drachen (The Last Dragon) – Diane Warren
- „The Power of Love“ aus Zurück in die Zukunft (Back to the Future) – Johnny Colla, Chris Hayes, Huey Lewis
- „We Don’t Need Another Hero“ aus Mad Max – Jenseits der Donnerkuppel (Mad Max Beyond Thunderdome) – Terry Britten und Graham Lyle

### Bester fremdsprachiger Film
Die offizielle Geschichte (La historia oficial), Argentinien – Regie: Jaoquin Calatayud, Luis Puenzo
- Ein Jahr der ruhenden Sonne (Rok spokojnego słońca), Polen – Regie: Krzysztof Zanussi
- Oberst Redl (Redl ezredes), Ungarn – Regie: István Szábo
- Papa ist auf Dienstreise (Otac na službenom putu), Jugoslawien – Regie: Emir Kusturica
- Ran (乱), Japan – Regie: Akira Kurosawa

## Gewinner und Nominierte im Bereich Fernsehen

### Beste Serie – Drama
Mord ist ihr Hobby (Murder, She Wrote)
- Cagney & Lacey
- Chefarzt Dr. Westphall (St. Elsewhere)
- Der Denver-Clan (Dynasty)
- Miami Vice

### Beste Serie – Musical/Komödie
Golden Girls (The Golden Girls)
- Die Bill Cosby Show (The Cosby Show)
- Familien-Bande (Family Ties)
- Kate & Allie
- Das Model und der Schnüffler (Moonlighting)

### Beste Miniserie oder bester Fernsehfilm
Das Juwel der Krone – Ans andere Ufer (The Jewel in the Crown)
- Amos
- Früher Frost – Ein Fall von Aids (An Early Frost)
- Tod eines Handlungsreisenden (Death of a Salesman)
- Vergesst die Liebe nicht (Do You Remember Love)

### Bester Darsteller in einer Fernsehserie – Drama
Don Johnson – Miami Vice
- John Forsythe – Der Denver-Clan (Dynasty)
- Tom Selleck – Magnum (Magnum, p. i.)
- Philip Michael Thomas – Miami Vice
- Daniel J. Travanti – Polizeirevier Hill Street (Hill Street Blues)

### Beste Darstellerin in einer Fernsehserie – Drama
Sharon Gless – Cagney & Lacey
- Tyne Daly – Cagney & Lacey
- Joan Collins – Der Denver-Clan (Dynasty)
- Linda Evans – Der Denver-Clan (Dynasty)
- Angela Lansbury – Mord ist ihr Hobby (Murder, She Wrote)

### Bester Darsteller in einer Fernsehserie – Musical/Komödie
Bill Cosby – Die Bill Cosby Show (The Cosby Show)
- Tony Danza – Wer ist hier der Boss? (Who’s the Boss?)
- Michael J. Fox – Familien-Bande (Family Ties)
- Bob Newhart – Newhart
- Bruce Willis – Das Model und der Schnüffler (Moonlighting)

### Beste Darstellerin in einer Fernsehserie – Musical/Komödie
Estelle Getty – Golden Girls (The Golden Girls)

Cybill Shepherd – Das Model und der Schnüffler (Moonlighting)
- Beatrice Arthur – Golden Girls (The Golden Girls)
- Rue McClanahan – Golden Girls (The Golden Girls)
- Betty White – Golden Girls (The Golden Girls)

### Bester Darsteller in einer Miniserie oder einem Fernsehfilm
Dustin Hoffman – Tod eines Handlungsreisenden (Death of a Salesman)
- Richard Chamberlain – Wallenberg: A Hero’s Story
- Richard Crenna – Rape – Die Vergewaltigung des Richard Beck (The Rape of Richard Beck)
- Kirk Douglas – Amos
- Peter Strauss – Kane & Abel

### Beste Darstellerin in einer Miniserie oder einem Fernsehfilm
Liza Minnelli – Ein kurzes Leben lang (A Time to Live)
- Peggy Ashcroft – Das Juwel der Krone – Ans andere Ufer (The Jewel in the Crown)
- Gena Rowlands – Früher Frost – Ein Fall von Aids (An Early Frost)
- Marlo Thomas – Wie sag ich’s meinen Eltern (Consenting Adult)
- Joanne Woodward – Vergesst die Liebe nicht (Do You Remember Love)

### Bester Nebendarsteller in einer Fernsehserie, einer Miniserie oder einem Fernsehfilm
Edward James Olmos – Miami Vice
- Ed Begley junior – Chefarzt Dr. Westphall (St. Elsewhere)
- David Carradine – Fackeln im Sturm (North and South)
- Richard Farnsworth – Die Todesjagd (Chase)
- John James – Der Denver-Clan (Dynasty)
- John Malkovich – Tod eines Handlungsreisenden (Death of a Salesman)
- Pat Morita – Amos
- Bruce Weitz – Polizeirevier Hill Street (Hill Street Blues)

### Beste Nebendarstellerin in einer Fernsehserie, einer Miniserie oder einem Fernsehfilm
Sylvia Sidney – Früher Frost – Ein Fall von Aids (An Early Frost)
- Lesley-Anne Down – Fackeln im Sturm (North and South)
- Katherine Helmond – Wer ist hier der Boss? (Who’s the Boss?)
- Kate Reid – Tod eines Handlungsreisenden (Death of a Salesman)
- Inga Swenson – Benson

## Cecil B. De Mille Award
Barbara Stanwyck

## Miss Golden Globe
Calista Carradine (Tochter von David Carradine und Donna Lee Becht)